# Мея (Крань)
'Мея (словен. Meja) — поселення в общині Крань, Горенський регіон, Словенія. Висота над рівнем моря: 365,3 м.